# Manfred Hausleitner
Manfred Hausleitner (* 11. Mai 1957 in Tulln, Österreich) zählt zu den bekannten österreichischen Jazz-Schlagzeugern.

## Leben
Manfred Hausleitner begann bereits im Alter von 7 Jahren Schlagzeug zu spielen. Nach der Ausbildung am Jazz-Institut des Konservatoriums der Stadt Wien und der Musikhochschule spielte er mit zahlreichen Größen der internationalen Jazzszene wie etwa Art Farmer, Don Cherry, Friedrich Gulda, Dollar Brand (Abdullah Ibrahim), Jimmy Woode, Charlie Byrd, Sunny Murray, Makaya Ntshoko, Donald Kachamba, Harry Sokal, Nat Adderley und Erwin Kiennast.
Weiterhin arbeitete er mit Tina Rainford, Shirley Bassey, Udo Jürgens, Roberto Blanco, Juliette Gréco, Goldie Ens, Margot Werner, Andy Borg, Ulli Bäer und Frank Main.
Als Dozent war bzw. ist er tätig an Toni Braitners Drum City, der Musikschule im Sir Karl Popper Gymnasium, im Bundesrealgymnasium am Rennbahnweg, im Bildungswerk Gablitz und an der Volkshochschule Meidling.
Er hat zahlreiche Workshops im In- und Ausland abgehalten sowie private Dozentenverpflichtungen.